# Paco López Mengual
Paco López Mengual (Molina de Segura, Región de Murcia, 5 de octubre de 1962) es un escritor español.

## Biografía
Paco López Mengual nació en 1962 en el seno de una familia de comerciantes. Tras estudiar Magisterio en la Universidad de Murcia se incorporó al negocio familiar. En la actualidad regenta una mercería en su ciudad natal, actividad que compagina con su labor literaria.
En septiembre de 2013 fue el encargado de leer el pregón de las Fiestas de Molina de Segura. En 2014, junto a los editores Fernando Fernández Villa y Francisco Marín García, funda La Fea Burguesía Ediciones.  En 2015, también participa en la fundación de la Editorial Tirano Banderas. En la actualidad colabora como articulista literario en el diario La Opinión de Murcia, en la Cadena SER, el diario digital MurciaEconomía y en Radio Thader FM. Desde 2025, dirige y presenta el programa de entrevistas a escritores "Lluvia de meteoritos" de la cadena Lluvia de meteoritos-Thader TV.
Son muy demandados los paseos que realiza narrando historias por el casco antiguo de Molina de Segura, por su Cementerio, por el centro de Murcia y por la Sierra de la Pila.
En 2023, López Mengual fue el encargado de leer el Pregón de las fiestas de Moros y Cristianos de su loca
En Molina de Segura, su ciudad natal, dos bibliotecas escolares llevan su nombre: la del Colegio El Romeral y la de Instituto de Secundaria Eduardo Linares.
Algunas de sus obras han sido traducidas al portugués y al inglés.
Es miembro de la asociación La Molineta Literaria y de la Muy Noble y Muy Leal Orden del Meteorito de Molina de Segura.

## Obra
Paco López Mengual es un autor tardío. No comienza a escribir hasta después de cumplir los cuarenta años. Su primera novela, La memoria del barro, apareció publicada en 2005, desde entonces su actividad literaria ha sido muy fructífera. Su estilo ágil y efectivo a la hora de narrar una historia es lo más apreciado por los lectores. Su obra es lectura para los estudiantes de varios centros de Educación secundaria y ha sido traducida al portugués.
Aunque la actividad literaria de López Mengual se centra principalmente en la novela, también escribe relatos cortos y cuentos infantiles. Hasta octubre de 2022 ha publicado nueve novelas, seis libros de relatos, dos de viajes, dos de cuentos infantiles y colaborado en varias 
antologías de relatos cortos. 

### Novela
- La memoria del barro, (Las cuatro y diez ediciones, 2005)y (La Fea Burguesía. Ediciones 2014)[2]

A finales del siglo XVIII, el escultor Roque López moldea un enigmático Niño Jesús; desde entonces, y a lo largo de 200 años, la imagen se convierte en protagonista y testigo de excepción de varios acontecimientos históricos. Durante este periodo de tiempo, el Conde de Floridablanca, el Papa Benedicto XV, Alfonso XIII o Franco son sólo algunas personalidades que mantienen relación con la estatua.
- El mapa de un crimen, (Maeva, 2009), antes El vuelo del mosca (editora Regional de Murcia, 2007), ha sido traducida al portugués con el título Mapa de um crime (Estrofes e versos, 2010) (Mybook, 2012).[3]

Un hombre vive obsesionado con la historia de un crimen que oyó contar cuando era niño: durante la posguerra, un farmacéutico fue degollado en plena calle por un mozo de barbería, que actuó empujado por los celos. Más de cincuenta años después de que se cometiera el asesinato, el narrador de la novela se entrevista con testigos de aquel suceso, desvela asuntos oscuros, conoce nuevos datos, que le conducirán a una historia muy distinta de la que le contaron cuando era un niño.  
En el libro Rondas Literarias de Pittsburgh, que recoge una selección de los estudios sobre novelas contemporáneas presentados en un congreso universitario celebrado en esa ciudad norteamericana, se le dedica un capítulo a la novela de López Mengual: “El mapa de un crimen. Novela negra, historia negra”, donde se expone esta obra como un ejemplo de novela negra moderna en la que el investigador no es un policía o un detective, sino un vecino movido por la curiosidad. 
Un libro muy demandado en clubes de lectura y recomendado en centros de Educación Secundaria como lectura.
- El último barco a América, (Temas de Hoy)  –Novela-, 2011) (La Fea Burguesía, 2025)

A mediados de la Guerra Civil, un joven pastor que sueña con emigrar a América, la tierra de las oportunidades, es testigo involuntario del fusilamiento de un grupo de presos y de su enterramiento en una fosa clandestina. A partir de entonces, comienza a asistir atónito a la aparición nocturna de los espectros de los fallecidos.
Este hecho, unido al enamoramiento que va sufriendo por la viuda de uno de los fusilados, llevaran al muchacho a vivir una serie de situaciones extremas, de aventuras, siempre con una España mísera y en guerra como telón de fondo; una España de la que sólo hay una salida: el último barco que partirá rumbo a América.
El gremio de libreros, Cegal, eligió esta novela como una de las 24 mejores obras publicadas en el año 2011.
En el XXXIII Congreso Internacional de la Spanish Professionals in America celebrado en Florida, el profesor universitario Thomas Deveny del McDaniel College de Maryland presentó una ponencia con el título “El último barco a América: un bildungsroman fantástico”.
En la actualidad, El último barco a América es un libro muy demandado en clubes de lectura y recomendado en centros de Educación Secundaria como lectura.
- Maldito chino, (Círculo Rojo, 2013)

El protagonista de la novela "Maldito Chino", el Licenciado Ricardo Beltrán, es un hombre culto, solitario, esquizofrénico, cincuentón y soltero, que vive con su madrina y un chihuahua. Admirador a ultranza de las novelas y artículos de prensa de Arturo Pérez-Reverte, su mayor obsesión son los problemas de España, a los que dedica su tiempo escribiendo incendiarias cartas a los periódicos.
Un día, desaparece el perro de Beltrán junto a otras mascotas del edificio, lo que hará que, pronto, comience a sospechar del chino que acaba de abrir un restaurante en los bajos de su edificio. A partir de ese momento, iniciará una lucha contrarreloj para recuperar a su chihuahua de las garras de sus captores; un hecho que se verá entremezclado con la trama 
golpista que protagonizará un grupo de nostálgicos del franquismo, los devaneos amorosos de un altísimo cargo del Estado, la fuga de un estrafalario terrorista obsesionado con atentar contra los intereses de la Iglesia Católica, las actividades secretas de un inquietante empresario chino y la presentación de la nueva novela de Arturo Pérez-Reverte. Todo ello hará que el intento de liberar a un chihuahua se complique, desencadenando una serie de acontecimientos y terribles confusiones que colocaran a España al borde del abismo.
Maldito chino fue finalista del premio Libro Murciano del Año 2014.
- El grafiti del Cid, ( 2017)

Elena tiene 14 años. Junto a sus padres, se acaba de trasladar a vivir a una casa restaurada que tiene más de mil años de antigüedad, y en la que cuenta la historia estuvo hospedado el Cid Campeador. Mientras decora su nueva habitación, a la vez que realiza un trabajo del Instituto sobre El Cantar del Mio Cid, descubre por casualidad una vieja y misteriosa inscripción en una pared. El intento de descubrir junto a su mejor amiga qué ocurrió es su cuarto diez siglos antes, le llevará a vivir una fantástica aventura llena de intrigas, misterios, peligros y tesoros.
El grafiti del Cid es una historia que avanza en paralelo durante dos periodos de tiempo: la Edad Media y el siglo XXI; y que tiene influencias literarias de novelas como Tom Sawyer y El mundo de Sofía; y cinematográficas, como Los Goonies y la saga de Indiana Jones. Se trata de un coctel narrativo cuyos ingredientes son enigma, aventura, historia y literatura.
- Ejecutar a Otto Maier (La Fea Burguesía Ediciones, 2018)

La historia comienza en 1974, cuando Franco está a punto de morir y su dictadura da los últimos coletazos. Leandro, un joven librero, acaba de abandonar la Prisión Provincial de Murcia tras cumplir una pequeña condena por un asunto político. Pero pronto, el fervor revolucionario que se ha apoderado de él le empujará a liderar una acción subversiva que cambiará su vida. Por otro lado, tras la derrota sufrida en la Segunda Guerra Mundial, un numeroso grupo de nazis reclamados por la Justicia Internacional encontraron refugio en España. En el noroeste de la provincia de Murcia, bajo la falsa identidad de Otto Maier, se esconde desde hace décadas un importantísimo criminal de guerra. “Ejecutar a Otto Maier” es una trepidante historia en la que se entremezclan viejos nazis, servicios secretos franquistas y un grupo de jóvenes trotskistas con ansias de aventura y deseos de cambiar el mundo, en la que  se realiza un retrato generacional de la juventud de una época, a la vez que muestra la parte más sucia de la Transición.
- Yo, don Juan Manuel (Editorial Tirano Banderas, 2019)

Se trata de un relato histórico-literario, escrito en formato monólogo y dirigido a lectores a partir de los 10 años.
Don Juan Manuel, autor del famoso libro de relatos El conde Lucanor, es ahora un señor de 737 años, ataviado con ropas medievales, que pasea por las calles del barrio antiguo de Molina de Segura en Murcia, el lugar que hace siglos ocupara uno de sus muchos castillos. Don Juan Manuel, quien fuese un temido guerrero y aclamado escritor, no duda en narrar a los visitantes que encuentra al paso su trepidante vida y algunos de los cuentos más conocidos de su célebre libro que pudieron ser escritos en esta ciudad, en la que durante varios años mantuvo su residencia. El libro está ilustrado por Diana Escribano Henarejos.
- Espinosa Pardo. Historia de un confidente (La Fea Burguesía Ediciones, 2022)

Paco López Mengual, el autor de esta historia real, leyó en su juventud una noticia que le obsesionó para siempre: en 1978, en Argel, el disidente canario Antonio Cubillo había sido víctima de un atentado que no podía ocultar la autoría de los servicios secretos de la policía española. Después se conoció el sorprendente dato de que el organizador del intento de asesinato había sido Espinosa Pardo, quien sólo unos meses antes había ostentado el cargo de Secretario General de la UGT de Murcia.
Ya en edad adulta, durante varios años, el autor ha ido recopilando información sobre el enigmático personaje que le obsesionaba desde joven para escribir Espinosa Pardo. Historia de un confidente, novela testimonio en la que se hace patente la máxima de que la realidad siempre supera a la ficción
Contando con López Mengual como coguionista, el director de cine Alfonso Palazón rodó la película documental “José Luis Espinosa. El espía”. La película fue estrenada en el Festival Internacional de Cine de Avanca, en Portugal, donde se alzó con los premios a Mejor Película Documental y Mejor Película Absoluta. También, en el Festival de Cine de la ciudad india de Chennai –la antigua y legendaria Madrás-, logró el premio a la  Mejor Película Documental. 
Además, en su palmarés, la película cuenta con los premios al Mejor Documental en los festivales internacionales de cine Goldspire de París, Tagore de la India, Cult Critic de Nueva York, Indo Malay de Malasia, Frida de Francia, el celebrado en la ciudad Phuket de Tailandia, el Cuba Internacional Arthause Film y el Capri Internacional Film Festival.
- Tres cucharadas de lentejas, (Editorial Tirano Banderas, 2025)

Paco López Mengual era un niño muy flaco que nunca tenía apetito. Para que comiese, su madre lo embelesaba contándole historias, prendiendo en él –sin pretenderlo- la pasión por la literatura, el cine, el teatro. Este libro es una catarata de historias reales que se suceden unas a otras sin dar tregua al lector, un artefacto literario que bebe de la novela, el libro de relatos y la narrativa de autoficción. 

## Relatos
- La mansión de los mutantes, Editorial Tres Fronteras, 2008)

Libro compuesto por tres relatos donde se mezcla el 
realismo mágico con la fantasía.
La editorial Audiomol lanzó La mansión de los mutantes en formato Audiolibro* 
- La pistola de Hilarito y otras historias que me narraron (2014),

Recopilación de catorce viejas historias y leyendas de Molina de Segura que han ido transmitiéndose de generación en generación de manera oral.
Es un libro muy trabajado y leído en los centros de Educación Primaria de la localidad murciana.
Cuatro colegios de Molina de Segura y uno del País de Gales (Reino Unido) han realizado un proyecto titulado "Las paredes hablan". En los lugares donde ocurrieron las viejas historias que narra López Mengual, han colocado unas placas de metacrilato con códigos QR en los que se puede visualizar y escuchar a escolares de estos centros educativos narrar en inglés o español esas leyendas.
Basándose en los relatos de este libro, el Grupo Municipal de Teatro Villa de Molina, puso en escena la obra titulada “Historias que me narraron”, con gran éxito de público y crítica.
En 2017, el veterano grupo madrileño de rock The Iluminados introdujo en su álbum A sol abierto el tema “Hilarito”, homenaje a ritmo de rock and roll al ya célebre 
bandolero molinense, cuya pistola da título a esta obra.
Desde la Navidad de 2021, en una actividad organizada por la Concejalía de Cultura, el bandolero molinense Hilarito, que da título a este libro, regresa del pasado para redimir su vida pendenciera. Un actor disfrazado del bandido, trabuco en mano, recorre las calles de Molina de Segura “atracando” a los vecinos que encuentra a su paso. En esta ocasión, el botín recaudado será destinado a una buena causa, entregándolo íntegro a Caritas para que los distribuya entre los vecinos más necesitados.
Las leyendas que protagonizan el libro “La pistola de Hilarito” sirvieron de guion para un “batalla fílmica” de cortos cinematográficos enmarcada dentro del VIII Festival de cine Fantástico de Murcia.
- Un paseo literario por calles de Murcia (Editorial Tirano Banderas, 2016),

A veces, las paredes de las calles por las que andamos nos hablan y nos van contando historias a nuestro paso. Sólo hace falta caminar despacio, abrir bien los ojos, afinar el oído y, enseguida, empiezas a escuchar ecos del pasado. El autor es el trovador que nos acompaña durante el singular paseo para narrarnos lo ocurrido en esta plaza, contarnos que fue del niño que volaba cometas en ese jardín o del prodigioso suceso ocurrido en esta calle hace siglos.
Siguiendo el itinerario marcado por Un paseo literario por calles de Murcia, el propio autor realiza recorridos narrando in situ las historias allí ocurridas y los personajes que allí vivieron.
Con el título "Paseo por Murcia", este libro ha sido adaptado a teatro y representado en salas desde 2019.
- Crónicas y romances de Murcia (Editorial Tirano Banderas, 2019),

Libro escrito a cuatro manos junto a Emilio del Carmelo Tomás Loba. Los autores se convierten en dos juglares modernos para cantar y narrar sucesos fabulosos ocurridos en la ciudad de Murcia. Escrito en verso y prosa, este libro es un homenaje a la literatura de transmisión oral.
- Cuentos de miedo para jóvenes valientes (Alfaqueque, 2020),

En este libro, el autor recoge quince historias verdaderas para ser contadas en esas noches en las que un grupo de gente se reúne alrededor de hechos misteriosos para los que no encontramos explicación. En la portada, dice: “Quién no ha sentido escalofríos al escuchar historias reales de personas que han sido enterradas aún con vida, de muertos que habitan entre los vivos, de alobados, de fatídicas apuestas, de indicios que predicen tu muerte, de casas con fantasma, de asesinos en serie, de ladrones que profanan tumbas para robar a los difuntos…”
- Historias de mostrador (Editorial Tirano Banderas, 2021),

El mostrador de la mercería de López Mengual es el balcón desde donde mira el mundo, el lugar que le sirve de trinchera para observar el comportamiento humano; desde allí, descubre una mina de personajes e historias que no duda en aprovechar para sus relatos. Utilizando un estilo breve y conciso, a modo de microrrelato, ha escrito centenares de artículos donde reproduce situaciones costumbristas y pintorescas, todas reales, que han ocurrido a su alrededor. 
- Paseo por historias y leyendas de Cartagena (Editorial Tirano Banderas, 2022),

Ocho historias de Cartagena escritas a cuatro manos junto a Beatriz Sánchez del Álamo. Entre otras, se narra las vidas de El Chipé, Caridad la Negra e Isaac Peral.
En 2024, también publicado por Tirano Banderas, se edita A walk throught the stories and legends of Cartagena, la versión en inglés del libro, traducido por la doctora y profesora universitaria Yolanda Noguera-Díaz.
- Yo maté al Caudillo y otros relatos.  (Editorial Tirano Banderas, 2024).

Conjunto de doce relatos con muy variados personajes. Mujeres barbudas embarazadas, pollos que nacen en una nevera, escritores que sueñan con matar a Franco y hombres a los que les brota una cornamenta en la frente, conviven en estas páginas junto a exploradores en pantalón corto por la Guinea española, maridos muertos que vuelven a llamar a la puerta de su viuda y cazadores de unicornios, basiliscos y sirenas. Un mosaico de extravagantes personajes agrupados en doce relatos asombrosos, difíciles de olvidar.
- Libros de relatos en los que ha participado:
  - Cuentos de la Molineta, (Ayuntamiento de Molina de Segura, 2006)
  - Dibújame un cuento I (Asociación La Molineta, 2008)
  - Dibújame un cuento II, ([Asociación La Molineta], 2009)
  - Diez meteoritos, (Hospital de Molina, 2013). AAVV.
  - Dibújame un cuento otra vez. (Asociación La Molineta, 2011
  - Literatura Pop (Asociación La Molineta, 2013)
  - No puede venir más a cuento (Asociación La Molineta, 2014)
  - Arde el trópico (2015). Novela colectiva.
  - Cartagena Negra (La Fea Burguesía Ediciones, 2017) Antología de relatos policiacos ambientados en la ciudad de Cartagena.
  - Cuando la realidad supera la ficción (Ayuntamiento de Molina, 2021). Microrrelatos ambientados durante la crisis del coronavirus.
  - Mar de todos (Ayuntamiento de los Alcázares, 2022). Relatos relacionados con el Mar Menor.

Sus relatos cortos han ido apareciendo durante los últimos años en las revistas literarias La Molineta y Lunas de Papel.

#### Relatos de viaje
- Recuerdos de Lisboa, (La Sierpe y el Laúd, 2011)

Un libro de viajes, donde se narra la visita que el autor realizó a la capital portuguesa en el verano de 2007. Una mirada muy personal sobre Lisboa, cargada de anécdotas; un paseo literario por las calles y plazas de la ciudad, que se puede leer como un diario de viaje o, incluso, como una guía viajera.
El libro se presentó el 24 de noviembre de 2011 en la biblioteca Salvador García Aguilar de Molina de Segura, procediéndose, posteriormente dos presentaciones más, en Murcia y en Cieza, sede del grupo de literatura "La Sierpe y el Laúd". El relato está acompañado por dos ilustraciones de la artista 
calasparreña afincada en Cieza, Rosa Campos, componente del grupo editor.
- Unos días en París. (Murcialibro Ediciones, 2016),

Paco López Mengual, a modo de diario,  nos narra su visita a la capital francesa. Un libro que se puede leer a modo de peculiar guía turística, pero que sobre todo es una mirada llena de humor, encanto y admiración hacia París.

#### Cuentos infantiles
- ¿Te cuento un cuento?, (Alfaqueque, 2016)[11]

Un libro que contiene seis cuentos llenos de magia, intriga y aventura, en los que no faltan gigantes, varitas mágicas, 
máquinas del tiempo ni árboles malditos.
- El viaje del gusano Susano, (Alfaqueque, 2022),

En una caja de zapatos repleta de hojas de morera, Elena guarda los gusanos de seda que le han regalado en el cole. Pero una tarde, mientras está haciendo los deberes, escucha una vocecita que reclama su atención: se trata del gusano Susano, que quiere contarle una larga historia.
El viaje del gusano Susano es un cuento que muestra a los niños en el incesante ciclo de la vida.
En febrero de 2024, la editorial sevillana de juegos Ink Drop Studio lanzará un juego de mesa basado en el libro El viaje del gusano Susano.

### Teatro
- La entrega de Mulinat as-Sikka, (2019)

Obra en la que se representa la entrega del bastón de mando de la actual Molina de Segura de los 
musulmanes a los cristianos en el siglo XIII. La obra, en la que participan más de cincuenta personas, se representa cada año con motivo de las Fiestas de Moros y cristianos de Molina de Segura.
- Historias que me narraron

Adaptación teatral de José Antonio Avilés del libro de relatos “La pistola de Hilarito y otras historias que me narraron”.
- Paseo por Murcia

Adaptación teatral de José Avilés del libro de relatos “Un paseo literario por calles de Murcia”.
- Malnacido

Monólogo en el que Manuel Blanco Romasanta, el hombre lobo gallego, un asesino en serie responsable de al menos trece muertes, narra su vida.
La obra, dirigida por Joaquín Lisón, que ha conseguido el aplauso de público en numerosos teatros, obtuvo el Premio Azahar al mejor vestuario –Paco Beltrán-. El único intérprete del espectáculo, Fernando Caride, fue nominado a Mejor Actor Protagonista por su trabajo en esta obra.
- Trilogía de la Murcia Andalusí

Un libro que reúne tres obras de teatro histórico que nos acercan a la historia medieval de la actual Región de Murcia. Se trata de tres dramas históricos, escritos por Carmen Baeza, Jorge Fernández, Joaquín Lisón y Paco López Mengual. Los tres episodios son "El legado del Rey Lobo", "El vasallaje de Mulinat as-Sikka" y "La rebelión mudéjar de Archena"; tres obras teatrales que se representan en el marco de las fiestas de Moros y Cristianos de Murcia, Molina de Segura y Archena.

## Otras colaboraciones
Paco López Mengual ha colaborado en:
- Onda Regional de Murcia.
- La columna semanal en el desaparecido diario digital La Tribuna de Actualidad.
- La Razón
- Canal 8 TV.

Actualmente colabora con:
- La Opinión de Murcia, donde escribe a diario una columna bajo el título “La vida en un post-it”.
- Radio Thader FM.
- Cadena SER, donde participa semanalmente con su sección "Historias de mostrador".
- RCMagazine, la revista cultural del Real Casino de Murcia, con una sección trimestral titulada "Mesa camilla".
- Némesis Radio (102.4 fm), Radio Inter Murcia.
- Diario digital MurciaEconomía.

## Televisión
- Lluvia de meteoritos

Programa de televisión emitido en Thader TV, dirigido y presentado por Paco López Mengual, en el que entrevista a escritores afectados por la radiescribidad que emite el cráter creado por el Meteorito que cayó en Molina de Segura en la Nochebuena de 1858.
- Entrevistas emitidas:

- - Manuel Moyano, 
  - José Antonio Jiménez-Barbero, 
  - Isabel Soler Luján, 
  - Jeronimo Tristante,

## Otras actividades
Paco López Mengual realiza recorridos literarios guiados por el casco antiguo de Molina de Segura y de Murcia narrando viejas historias y leyendas en los lugares donde ocurrieron.

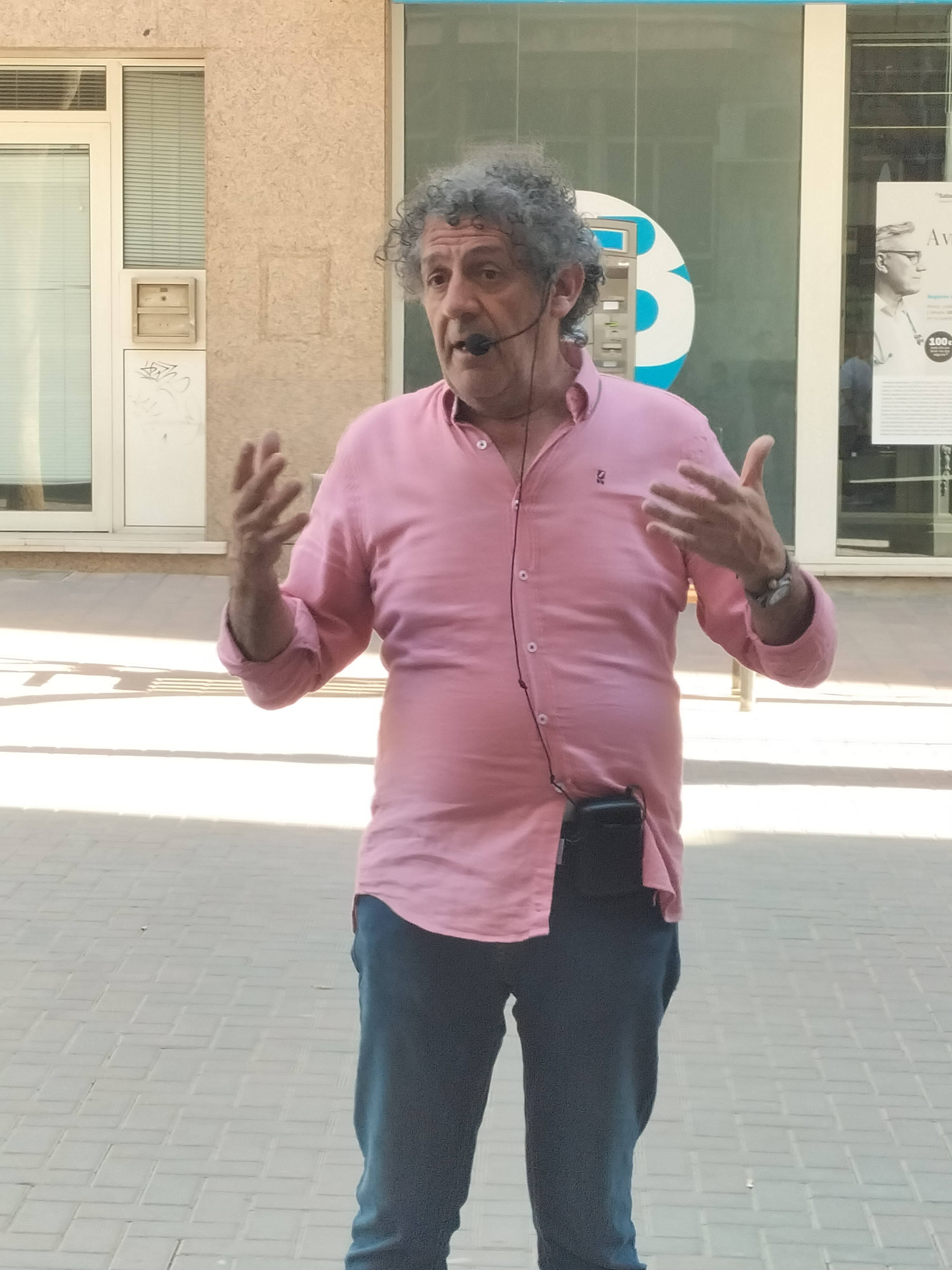
Paco López Mengual narrando historias y leyendas en Molina de Segura. 2023

También organiza Paseos por el cementerio de su ciudad natal. A través de las lápidas de sus tumbas y panteones realiza un recorrido por la historia económica, política y cultural de la localidad. Un paseo por los nombres que lograron el esplendor de la conserva y sus industrias auxiliares; un viaje a las épocas del 
caciquismo, la
II República, la Guerra Civil y el franquismo; un itinerario repasando personajes curiosos, anécdotas, músicos, escritores, leyendas y costumbres.
López Mengual también organiza placenteros paseos por el monte, narrando sorprendentes historias de bandoleros en la falda de la Sierra de La Pila, el lugar que sirviera de refugio a muchos de estos forajidos. 
Desde niño, Paco López Mengual continúa la tradición murciana de criar gusanos de seda. Durante la primavera realiza una emotiva actividad en colegios y plazas públicas, proponiendo un peculiar trueque: a los niños que le entreguen un cuento, un poema, un dibujo… que tenga por protagonista a un gusano de seda le dará a cambio un puñado de gusanos para su crianza.  